# Arce (lugar)
Arce (oficialmente Arce / Artzi) es un lugar español del municipio del mismo nombre, perteneciente a la Comunidad Foral de Navarra.

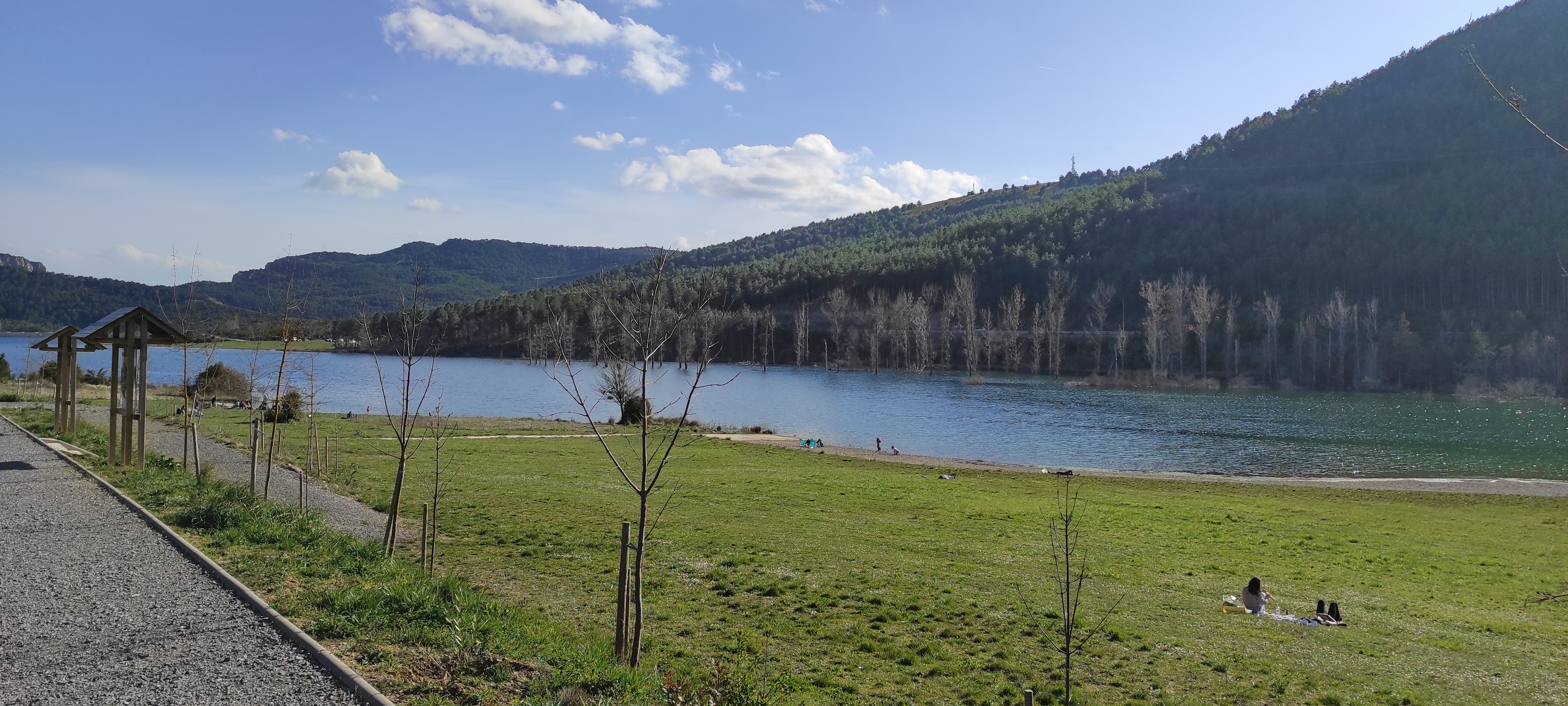
Vista de la llamada playa de Arce, en la cabecera del embalse de Itoiz.

## Historia
Hacia mediados del siglo XIX, el lugar, ya por entonces perteneciente a Arce, tenía contabilizada una población de 32 habitantes. Aparece descrito en el segundo volumen del Diccionario geográfico-estadístico-histórico de España y sus posesiones de Ultramar de Pascual Madoz con las siguientes palabras:

ARCE: l. del valle y ayunt. de su nombre, en la prov., aud. terr. y c. g. de Navarra, merind. de Sangüesa (5 leg.), part. jud. de Aoiz (2), dióc. de Pamplona (5), arciprestazgo de Ibargoiti: sit. á la izq. del r. Urrobi, en una hermosa llanrua, con libre ventilacion y clima muy saludable: tiene 4 casas, un palacio y una igl. parr. dedicada á la Purisima Concepcion, servida por un cura párroco. Confina el térm. por N. con el de Zandueta (1/2 leg.), por E. con el de Muniain (3/4), por S. con el de Nagore (1/2), y por O. con el de Asnoz, (igual dist.); el terreno es completamente llano; en la orilla del mencionado r. hay una deliciosa huerta, la cual se riega con las aguas del mismo, que tambien utilizan los hab. para consumo de sus casas, y otros objetos: prod.: trigo, cebada, avena, maiz, legumbres, hortaliza y frutas; cria ganado vacuno, lanar y cabrio; y hay pesca de anguilas, truchas y otros peces menudos en el Urrobi: pobl.: 5 vec., 32 alm.: contr. con el valle.
(Madoz, 1845, p. 469)

En 2023, la entidad singular de población tenía empadronada 1 habitante.

## Arte y arquitectura
- Palacio de Arce (Navarra). Palacio cabo de armería, del siglo XVI, de estilo gótico, recién restaurado.[4]
- Iglesia de Santa María de Arce. Templo de estilo románico, del segundo tercio del siglo XII.